# 医薬品医療機器総合機構
独立行政法人医薬品医療機器総合機構（いやくひんいりょうききそうごうきこう、英語: Pharmaceuticals and Medical Devices Agency）は、厚生労働省所管の独立行政法人である。医薬品機構、PMDA（ぴーえむでぃーえー）などと略す。
医薬品の副作用又は生物由来製品を介した感染等による健康被害の迅速な救済を図り、並びに医薬品等の品質、有効性及び安全性の向上に資する審査等の業務を行い、もって国民保健の向上に資することを目的とする（同機構法3条）。
その業務には、医薬品の副作用などによる健康被害救済業務、医機法に基づく医薬品・医療機器などの承認審査関連業務、医薬品や医療機器などの安全性を確保する安全対策業務及び情報提供業務（審査報告書、添付文書情報等提供）を行っており、日本独自のセーフティトライアングルと呼ばれている。
さらにレギュラトリーサイエンスは、国立衛生試験所（現在の国立医薬品食品衛生研究所）元所長の内山充により日本に紹介された学問分野で、科学技術と人間生活の調和・調整のための科学である。2009年にレギュラトリーサイエンス推進部が設立され、2010年からの医学部、薬学部との連携大学院の設置、レギュラトリーサイエンス学会の設立協力などの活動を行う。特に大学やベンチャー企業における医薬品・医療機器開発の促進のため、2011年度より薬事戦略相談制度が創設された。
また、国際活動として、従来よりICH等の活動を行う。2009年には国際部を設置し、アメリカ合衆国及びヨーロッパに部長級の職員を常駐させる体制とした。2015年6月、厚生労働省は国際薬事規制調和戦略をとりまとめ、アジアトレーニングセンターとレギュラトリーサイエンスセンターを設置することとなっている。

## 理念
医薬品医療機器総合機構の理念は以下の通りである。
わたしたちは、以下の行動理念のもと、医薬品、医療機器等の審査及び安全対策、並びに健康被害救済の三業務を公正に遂行し、国民の健康・安全の向上に積極的に貢献します。
- 国民の命と健康を守るという絶対的な使命感に基づき、医療の進歩を目指して、判断の遅滞なく、高い透明性の下で業務を遂行します。
- より有効で、より安全な医薬品・医療機器をより早く医療現場に届けることにより、患者にとっての希望の架け橋となるよう努めます。
- 最新の専門知識と叡智をもった人材を育みながら、その力を結集して、有効性、安全性について科学的視点で的確な判断を行います。
- 国際調和を推進し、積極的に世界に向かって期待される役割を果たします。
- 過去の多くの教訓を生かし、社会に信頼される事業運営を行います。

## 沿革
- 2004年（平成16年）4月1日 - 国立医薬品食品衛生研究所医薬品医療機器審査センター、医薬品副作用被害救済・研究振興調査機構、医療機器センターの一部が組織統合し発足
- 2005年（平成17年）4月1日 - 研究振興業務を独立行政法人医薬基盤研究所に移管
- 2013年（平成25年）10月 - 関西支部を、うめきた・グランフロント大阪に設置

## 関西支部
京都府、大阪府、兵庫県、京都市、大阪市及び神戸市より関西イノベーション国際戦略総合特区に関して要望された「PMDA-WEST機能の整備等」を踏まえて、2013年（平成25年）10月1日に関西支部が設置された。
相談課では、レギュラトリーサイエンス（RS）総合相談・戦略相談と、PMDA戦略相談連携センター（神戸）での出張RS総合相談（原則として、毎月第3水曜日）、調査課ではGMP/QMS/GCTP実地調査、簡易相談（GMP等）を実施している。
2024年（令和6年）12月に、Nakanoshima Qross未来医療R&Dセンター6階に移転した。

## 職員
- 初代理事長：宮島彰（元厚生労働省医薬局長）
- 第2代理事長：近藤達也（前国立国際医療センター病院長。2008年4月1日～）
- 第3代理事長：藤原康弘（前国立がん研究センター中央病院副院長。2019年4月1日～）

創設から6年後の2010年時点では、経験を積んだ人材の確保が課題とされ、全職員の約2割（605人中122人）、幹部職員（38人中28人）は厚生労働省からの現役出向者が占めていた。また、理事長を除くマネジメントの人員はすべて厚労省からの現役出向者であった。

## 先駆け審査指定制度
世界では承認されていても、日本では承認されていない未承認薬・適応外薬を解消するための制度で、平成27年（2015年）4月1日に試行的運用が始まった。指定を受ける医薬品は、以下の4つのすべての要件を満たすことが必要となる。

1. 治療薬の画期性 - 新作用機序である、開発対象疾患への適応が初めての機序である、革新的な薬物送達システムを用いている、など
2. 対象疾患の重篤性  - 生命に重大な影響がある重篤な疾患、または、根治療法がなく症状（社会生活が困難な状態）が継続している疾患
3. 対象疾患に係る極めて高い有効性 - 既承認薬が存在しない、または、既存の治療薬若しくは治療法に比べて有効性の大幅な改善が見込まれる、著しい安全性の向上が見込まれる
4. 世界に先駆けて日本で早期開発・申請する意思 - 世界に先駆けて日本で申請される、または、同時申請予定のもの

- First In Human (FIH) 試験が日本で行われたもの
- Proof Of Concept (POC) 試験が日本で行われたもの

—厚生労働省医薬食品局審査管理課長,先駆け審査指定制度の試行的実施について

医療機器・体外診断用医薬品・再生医療等製品についても基本的に同様で、平成27年（2015年）7月1日に始まり、以下の4つのすべての要件を満たすことが必要となる。

1. 治療法／診断法の画期性 - 新規原理／新規測定項目、新規作用機序を有する
2. 対象疾患の重篤性  - 生命に重大な影響がある重篤な疾患、または、根治療法がなく症状（社会生活が困難な状態）が継続している疾患
3. 対象疾患に係る極めて高い有効性 - 既存の治療法／診断法がない、または、既存の治療法／診断法に比べて有効性の大幅な改善が見込まれる、著しい安全性の向上が見込まれる
4. 世界に先駆けて日本で早期開発・申請する意思 - 世界に先駆けて日本で申請される、または、同時申請予定のもの

—厚生労働省医薬食品局審査管理課長,医療機器・体外診断用医薬品・再生医療等製品の先駆け審査指定制度の試行的実施について

通常の新医薬品及び新医療機器の場合、12か月を目標に審査を行っているところ、この制度を活用することで、審査期間の目標を6か月に短縮することが可能になる。
指定手続きは毎年度行われている。
| 指定回          | 医薬品 薬食審査発 | 医療機器・体外診断用医薬品・再生医療等製品 薬食機審発 |
| --------------- | ----------------- | ----------------------------------------------------- |
| 第1回（2015年） | 0401第6号         | 0701第1号                                             |
| 第2回（2016年） | 1003第1号         | 1003第1号                                             |
| 第3回（2017年） | 1005第1号         | 1005第1号                                             |
| 第4回（2018年） | 0907第1号         | 0907第1号                                             |

先駆け審査指定制度の対象品目一覧表は随時更新されており、2018年11月現在、承認を受けたものの指定から承認までの期間は下記の通り。

### 医薬品
2018年9月21日現在、16品目指定
- シロリムス（ラパリムスゲル0.2% ）[2年5カ月] - 結節性硬化症に伴う皮膚病変
- バロキサビルマルボキシル（ゾフルーザ錠10mg、20mg ）[2年4カ月] - A型又はB型インフルエンザウイルス感染症
- ギルテリチニブフマル酸塩（ゾスパタ錠40mg）[2年11カ月] - 再発又は難治性のFLT3遺伝子変異陽性の急性骨髄性白血病

### 医療機器
2018年3月27日現在、6品目指定
- チタンブリッジ（甲状軟骨形成術2型）（チタンブリッジ） [1年10カ月]- 内転型痙攣性発声障害における症状の改善

### 体外診断用医薬品
2017年2月28日現在、1品目指定、承認を受けたものはない

### 再生医療等製品
2018年3月27日現在、9品目指定、承認を受けたものはない

## 医薬品条件付早期承認制度
2017年（平成29年）10月20日、厚生労働省は、新薬の臨床試験を一部省略するなどして、今までより数年早く発売できるようになる特例制度の実施を通知、同日施行された。医薬品の臨床試験の後期（フェーズ3、検証的臨床試験）をせずに申請できるようになり、代わりに有効性や安全性のデータを市販後に収集するなどの条件を企業に課すため「条件付き」の文言が加わった。試験期間は約2年、費用約40億円、審査期間も通常は12カ月のところが9カ月に短縮される。承認申請を行うことを希望する場合は、PMDAで「医薬品条件付き早期承認品目該当性相談」を実施する必要がある。

重篤で有効な治療法が乏しい疾患の医薬品で、患者数が少ない等の理由で検証的臨床試験の実施が困難なものや、臨床試験の実施に長期間を要するものが対象。
1. ロルラチニブ（ローブレナ） - チロシンキナーゼ阻害剤、ALK融合遺伝子陽性非小細胞肺がん治療薬[15]
2. ペムブロリズマブ（キイトルーダ）- 抗ヒトPD-1モノクローナル抗体、マイクロサテライト不安定性（MSI-High）固形がん（適用追加）[16]